# Gatterl
Gatterl är ett bergspass i Österrike, på gränsen till Tyskland.   Det ligger i distriktet Innsbruck-Land och förbundslandet Tyrolen, i den västra delen av landet, 400 km väster om huvudstaden Wien. Gatterl ligger 1 922 meter över havet.
Terrängen runt Gatterl är bergig. Närmaste större samhälle är Telfs, 10,6 km söder om Gatterl. 
Trakten runt Gatterl består i huvudsak av gräsmarker. Runt Gatterl är det ganska tätbefolkat, med 80 invånare per kvadratkilometer.